# 埼玉県道47号深谷東松山線

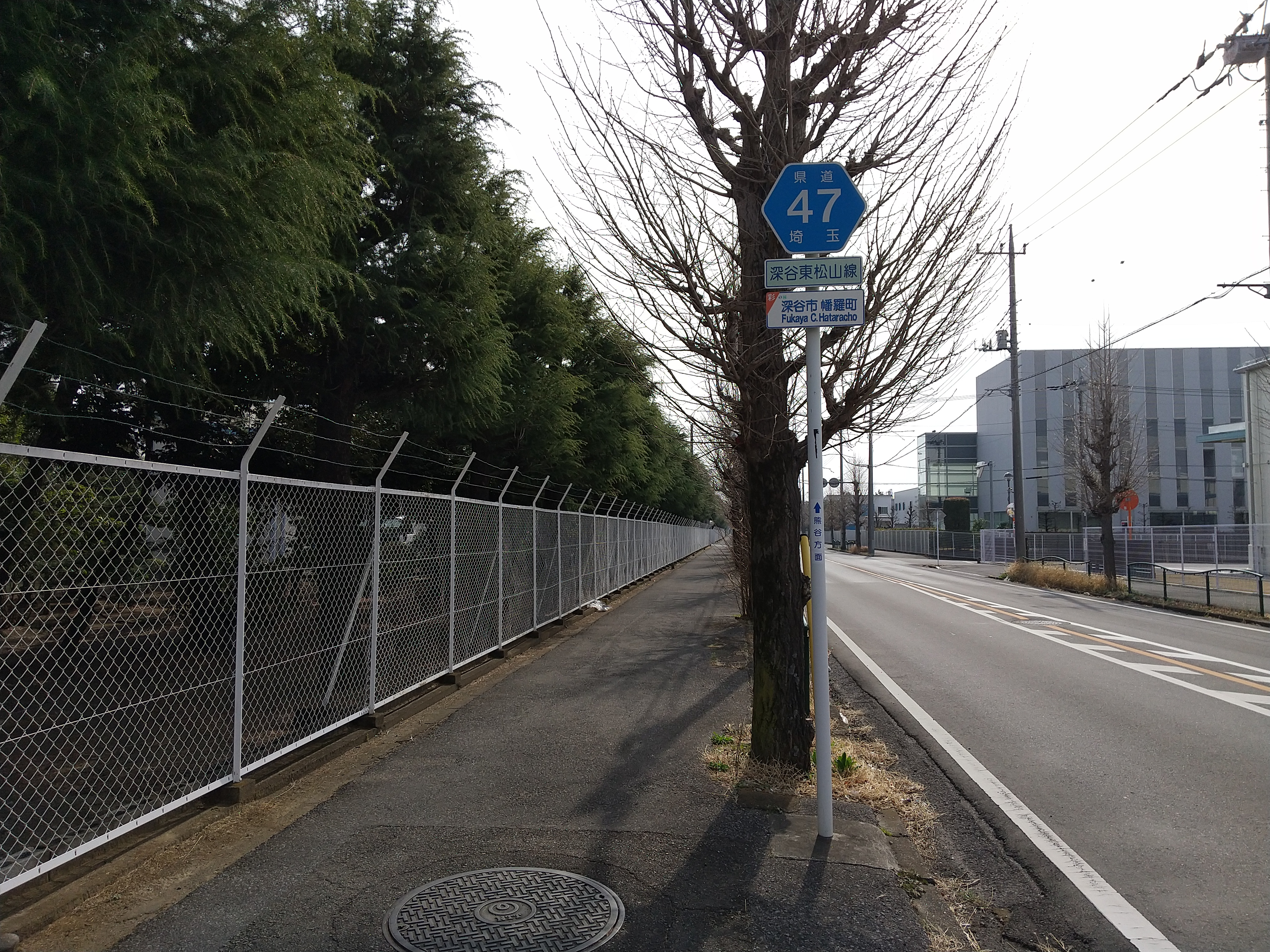
深谷市幡羅町付近

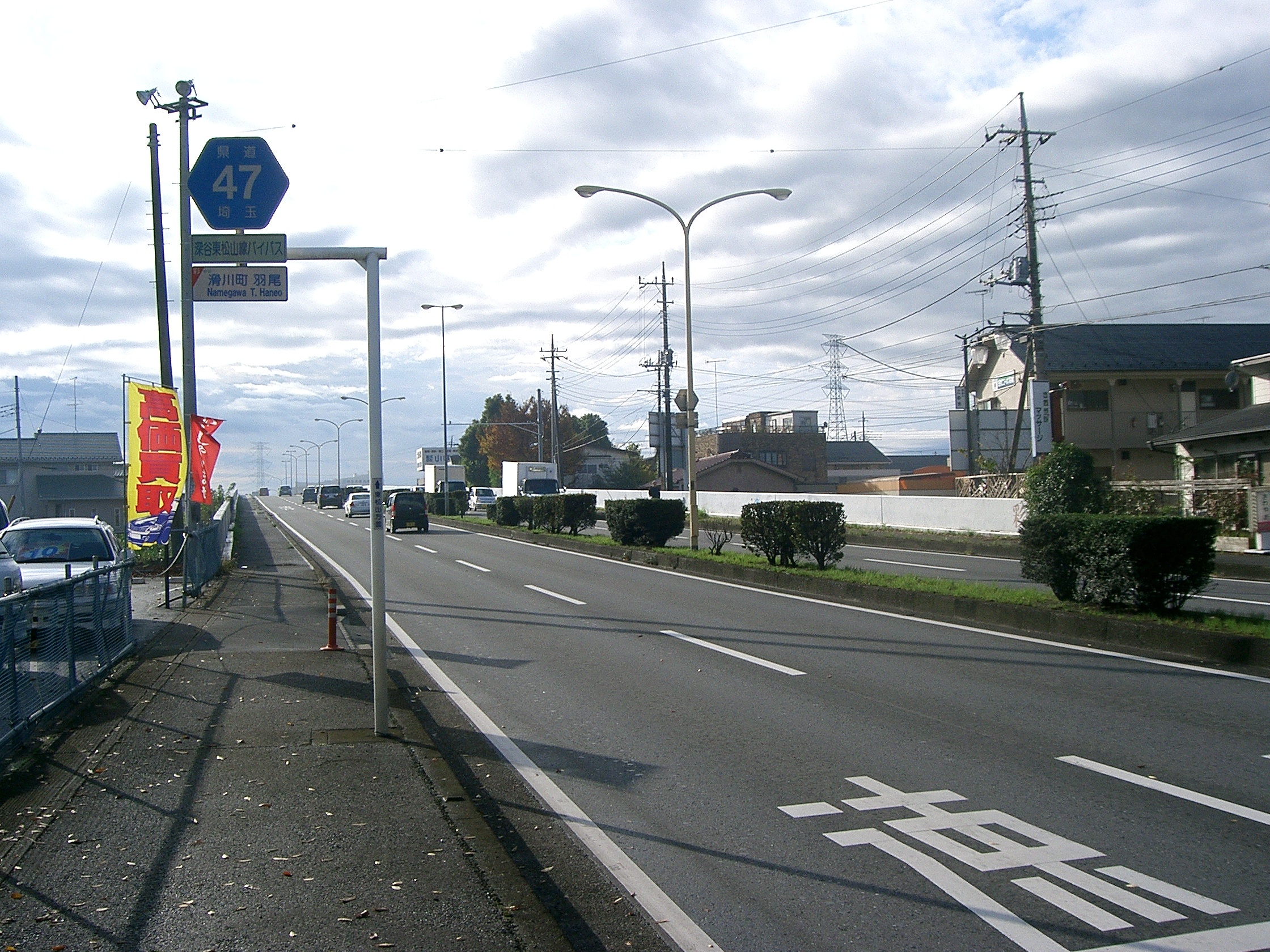
熊谷東松山道路区間（滑川町羽尾森林公園駅入口交差点）

埼玉県道47号深谷東松山線（さいたまけんどう47ごう ふかやひがしまつやません）は、埼玉県深谷市の国道17号との交差点から、東松山市の国道254号との交差点までを結ぶ、延長約33kmの県道（主要地方道）である。

## 概要
国道140号は押切橋の下にあり、直接交差はしないが、起点方面のみ側道経由で接続することができる。
比企郡滑川町の滑川中学校前三叉路から羽尾南交差点までは、バイパス（熊谷東松山道路）が設置されている。

## 路線データ
- 起点:埼玉県深谷市
- 終点:埼玉県東松山市
- 路線延長:32.814 km

## 地理

### 通過する市町村
- 埼玉県
  - 深谷市
  - 熊谷市
  - 比企郡
    - 滑川町

  - 東松山市

### 通称
- 中山道（深谷市内、旧国道17号の区間）

### 交差する道路
本線
| 交差する道路                | 交差する道路                                  | 交差点名      | 所在地       |
| --------------------------- | --------------------------------------------- | ------------- | ------------ |
| 国道17号                    | 国道17号                                      | 深谷市役所前  | 深谷市       |
| 埼玉県道62号深谷寄居線      | 埼玉県道141号深谷停車場線                     | 仲町          | 深谷市       |
| 埼玉県道69号深谷嵐山線      | 埼玉県道69号深谷嵐山線                        | 本住町        | 深谷市       |
| 本線                        |                                               | 幡羅町1丁目   | 深谷市       |
|                             | 本線                                          | 上柴町東3丁目 | 深谷市       |
|                             | 埼玉県道257号冑山熊谷線                       | 美土里町      | 熊谷市       |
| 埼玉県道75号熊谷児玉線      |                                               |               | 熊谷市       |
|                             | 埼玉県道75号熊谷児玉線                        | 三ヶ尻        | 熊谷市       |
| 国道140号バイパス           | 国道140号バイパス                             | 武体西        | 熊谷市       |
| 埼玉県道81号熊谷寄居線      | 埼玉県道81号熊谷寄居線                        | 押切橋        | 熊谷市       |
| 埼玉県道130号小江川本田線   | 埼玉県道130号小江川本田線                     | 板井東        | 熊谷市       |
| 埼玉県道11号熊谷小川秩父線  | 埼玉県道11号熊谷小川秩父線                    | 小原十字路    | 熊谷市       |
| 埼玉県道173号ときがわ熊谷線 | 本線                                          | 町役場北      | 比企郡滑川町 |
| 埼玉県道173号ときがわ熊谷線 |                                               | 滑川中        | 比企郡滑川町 |
|                             | 埼玉県道250号森林公園停車場武蔵丘陵森林公園線 |               | 比企郡滑川町 |
| バイパス                    | 本線                                          | 羽尾南        | 比企郡滑川町 |
| 本線                        | 埼玉県道391号大谷材木町線                     |               | 東松山市     |
|                             | 埼玉県道41号東松山越生線・本線                | 松葉町1丁目   | 東松山市     |
| 埼玉県道66号行田東松山線    | 埼玉県道66号行田東松山線                      | 本町2丁目     | 東松山市     |

バイパス
- 埼玉県道250号森林公園停車場武蔵丘陵森林公園線（森林公園駅入口交差点重複）
- 関越自動車道（東松山IC）
- 国道254号

※比企郡滑川町大字「滑川町役場（北）」から、東松山市大字羽尾「羽尾（南）」までの区間は県道指定が解除され、実質こちらが本線となっている。

### 沿道の施設等
| 施設                     | 所在地       |
| ------------------------ | ------------ |
| 深谷市役所               | 深谷市       |
| 深谷駅                   | 深谷市       |
| 深谷稲荷町郵便局         | 深谷市       |
| 深谷工業団地             | 深谷市       |
| 深谷市消防本部上柴分署   | 深谷市       |
| 航空自衛隊熊谷基地       | 熊谷市       |
| 太平洋セメント熊谷工場   | 熊谷市       |
| 熊谷市市役所三尻出張所   | 熊谷市       |
| 熊谷市立三尻小学校       | 熊谷市       |
| 熊谷市立三尻中学校       | 熊谷市       |
| 三ヶ尻郵便局             | 熊谷市       |
| 埼玉県立熊谷特別支援学校 | 熊谷市       |
| 国営武蔵丘陵森林公園     | 比企郡滑川町 |
| なめがわ森林モール       | 比企郡滑川町 |
| 森林公園駅               | 比企郡滑川町 |
| 成恵会病院               | 東松山市     |
| ビバホーム東松山店       | 東松山市     |

## ギャラリー

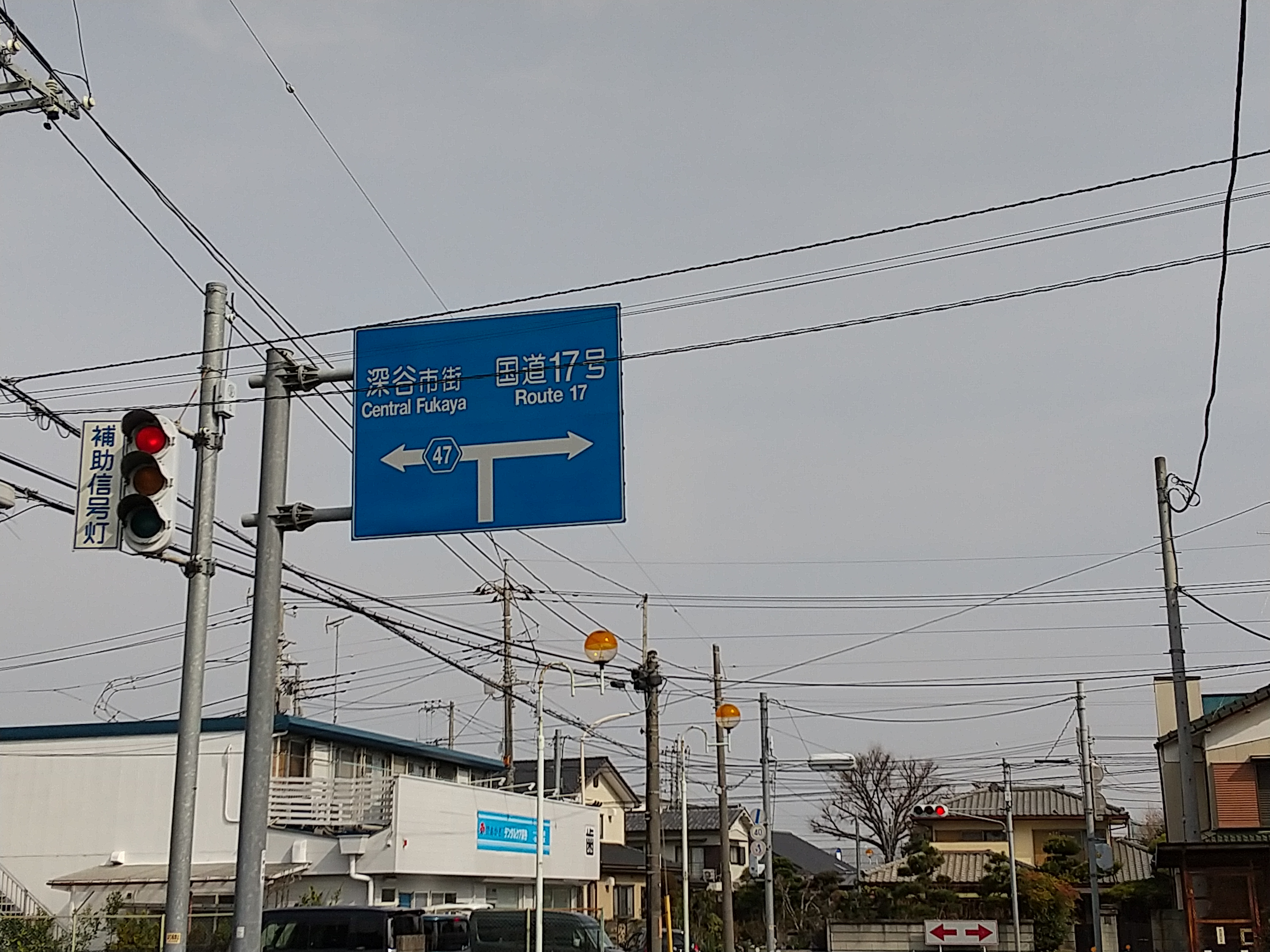
深谷市寿町付近
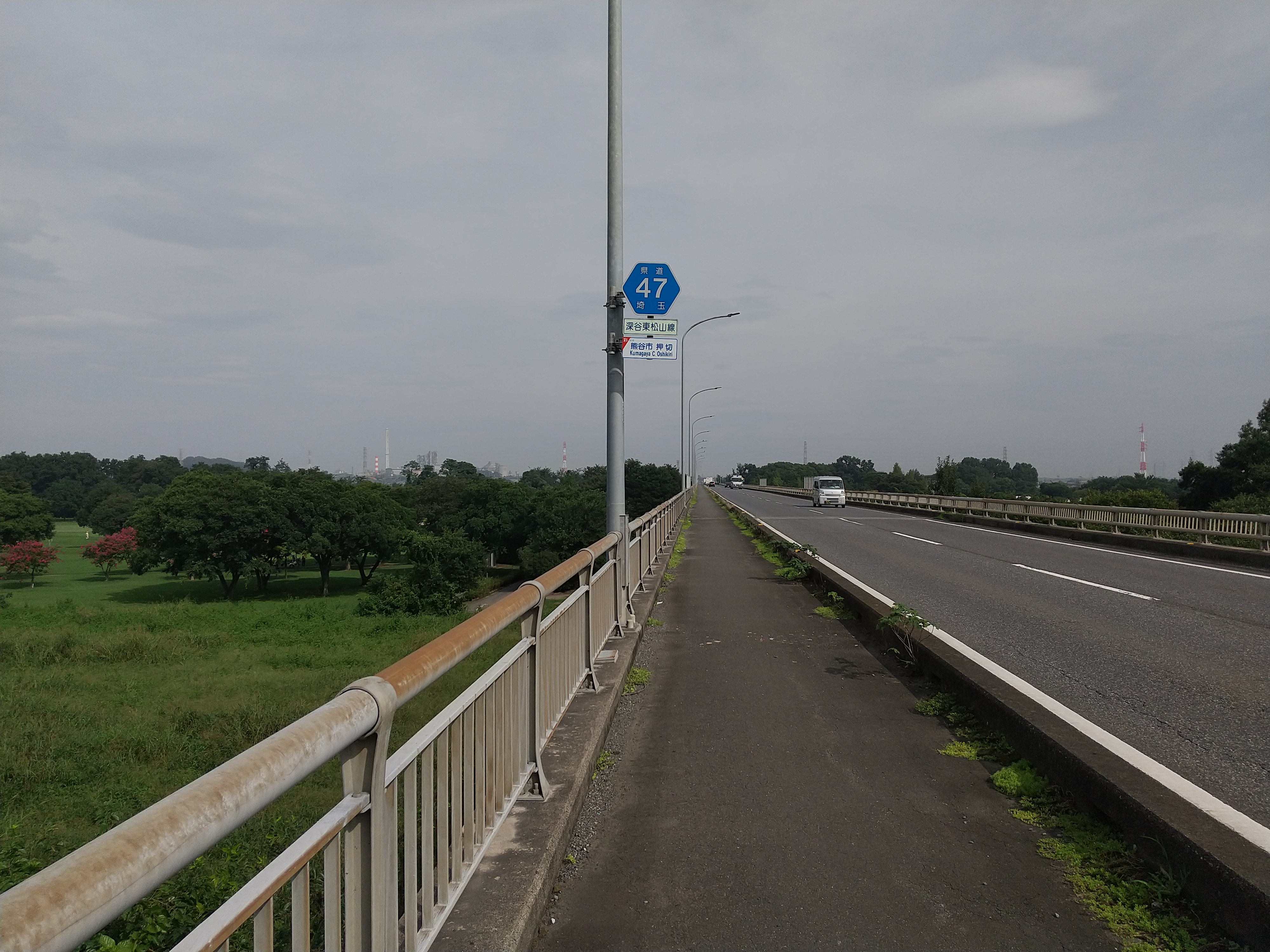
熊谷市押切付近
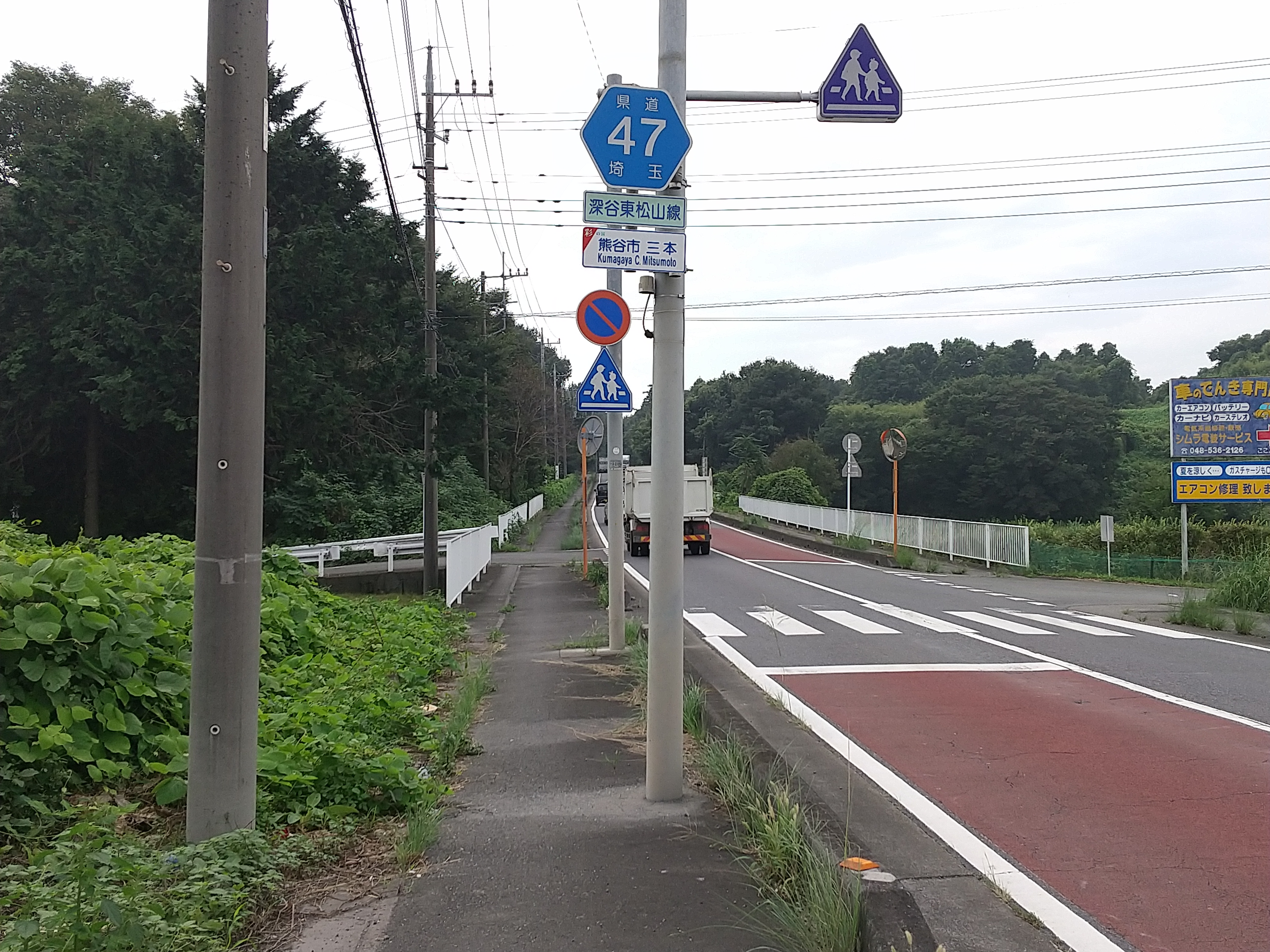
熊谷市三本付近
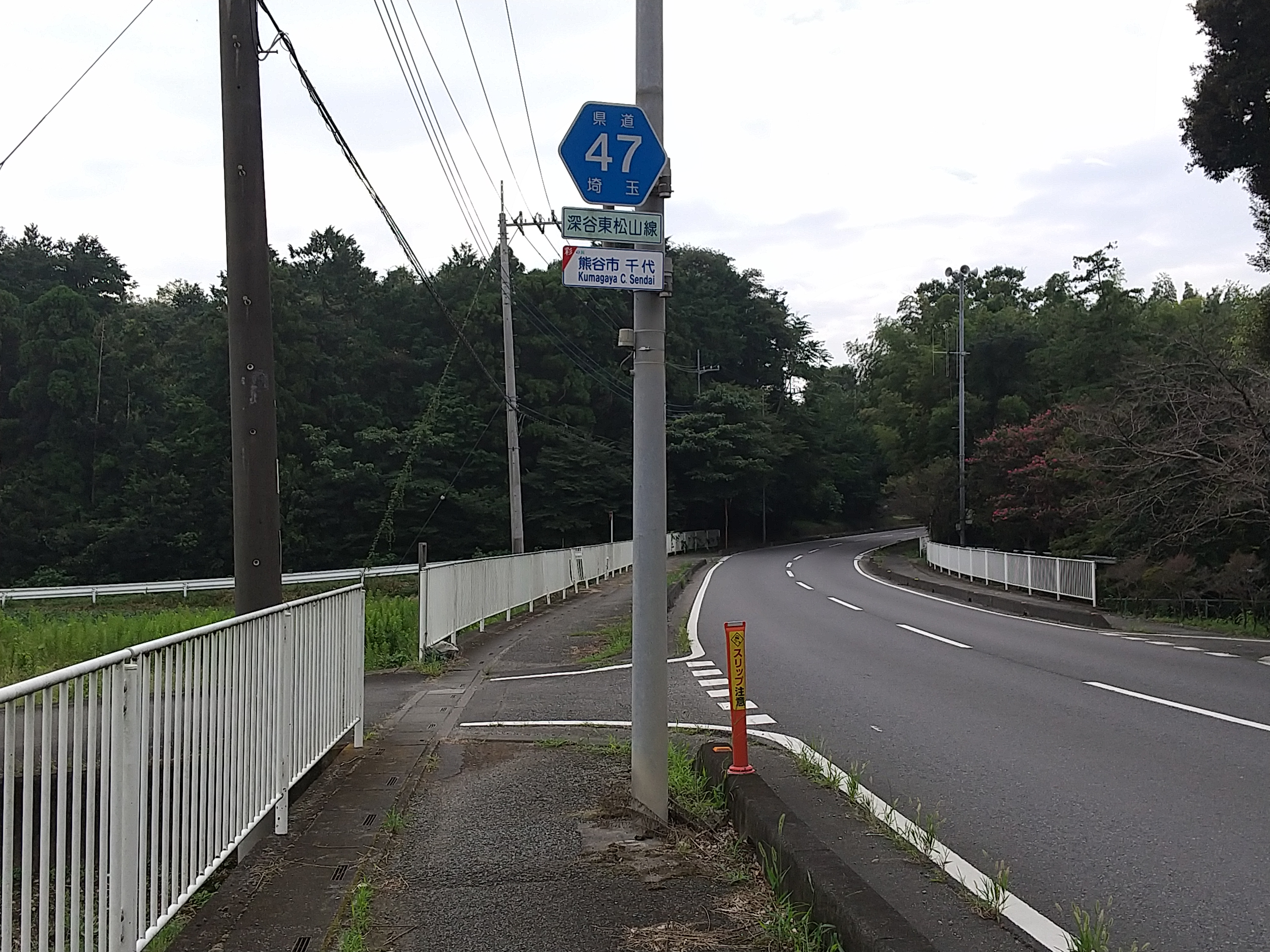
熊谷市千代付近
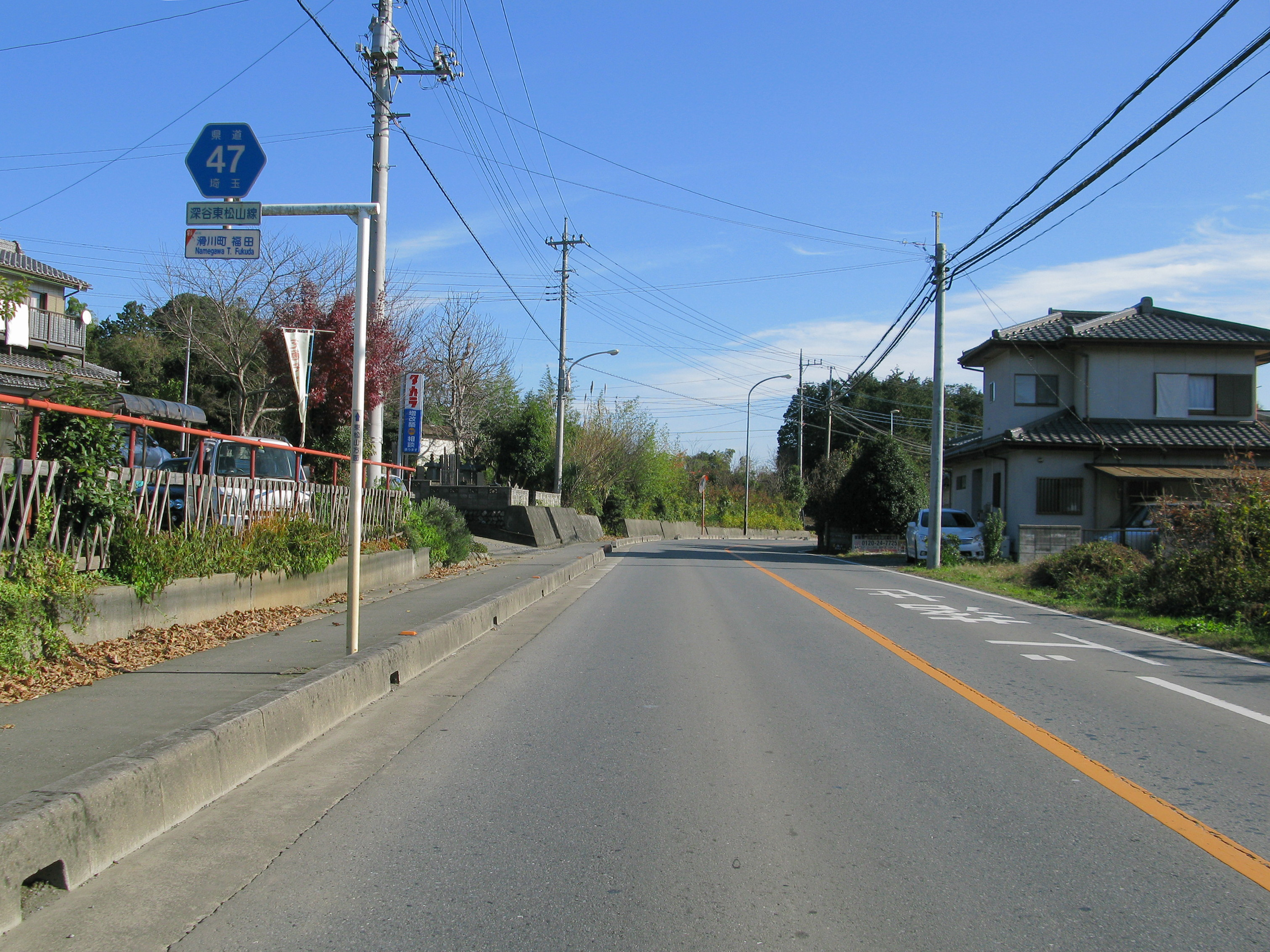
滑川町福田地区（2011年12月）
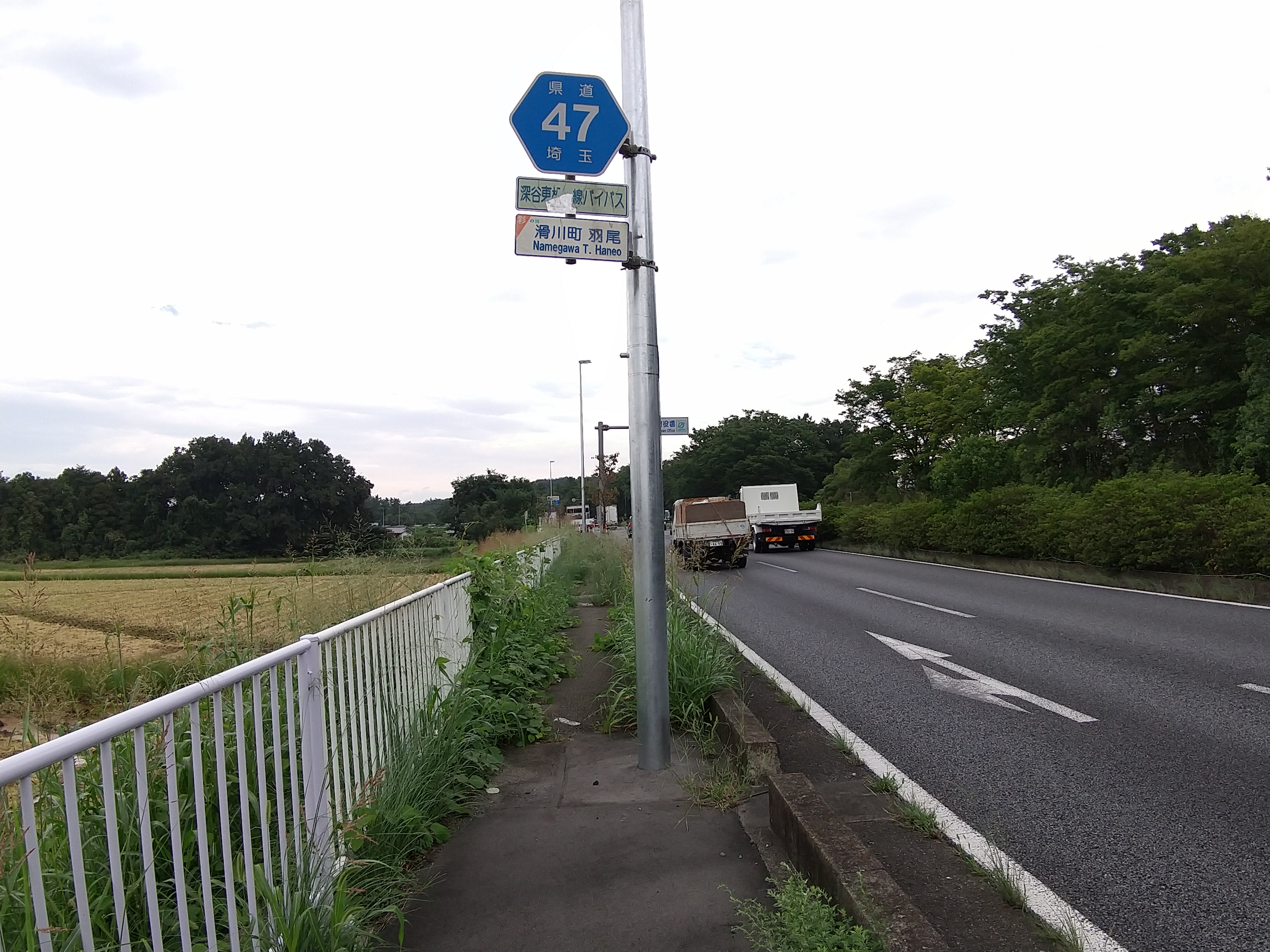
滑川町羽尾付近
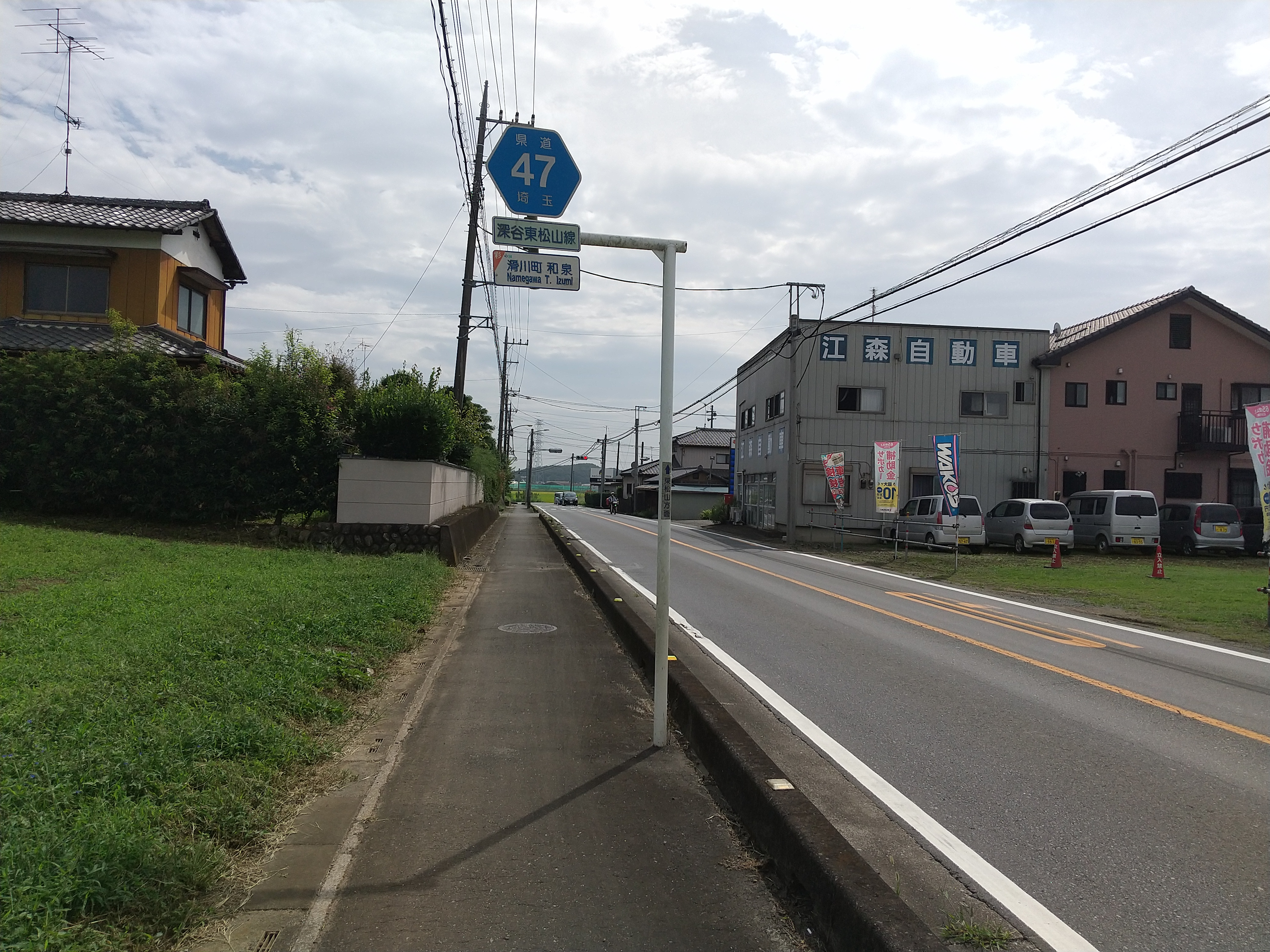
滑川町和泉付近
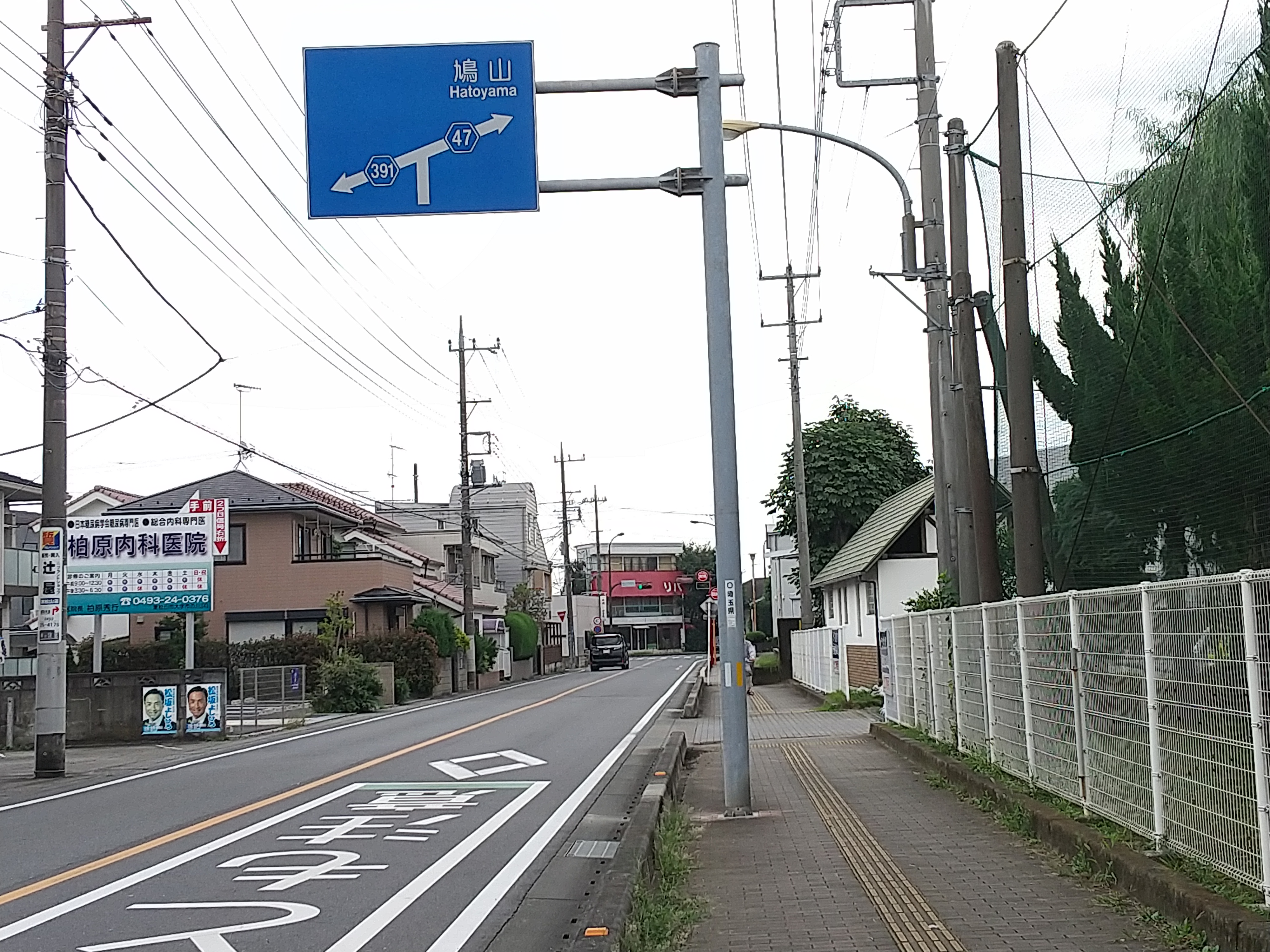
東松山市松本町付近
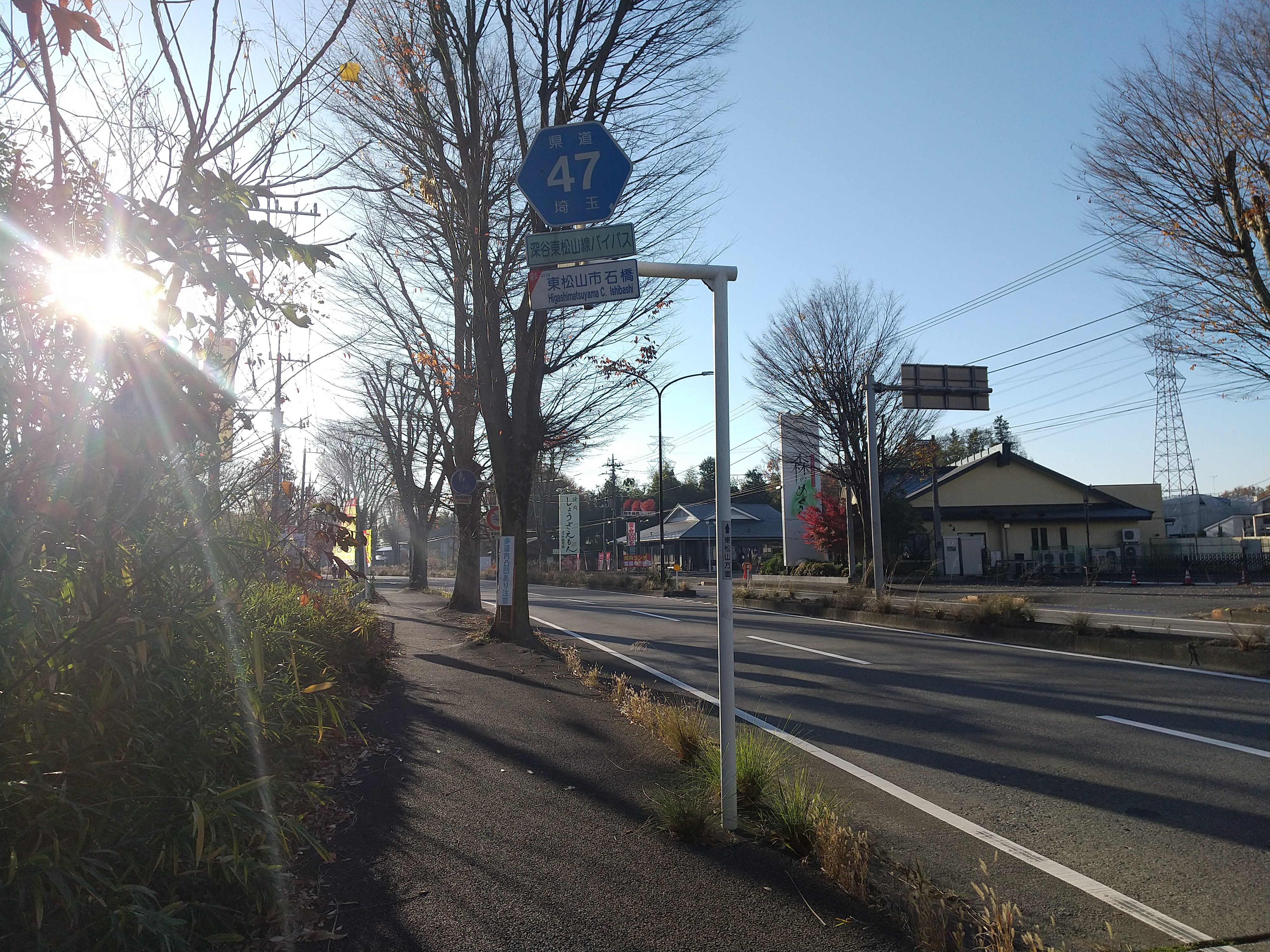
東松山市石橋付近